# Kardinal kamerlengo
Kardinal kamerlengo (lat. camerarius) ili komornik svetog Kardinalskog zbora naziv je za kardinala koji u Katoličkoj Crkvi obnaša službu rizničara Kardinalskog zbora. Njegov je zadatak voditi sve prihode i rashode Zbora, kao i brinuti se o njegovu vlasništvu. Predvodi misu zadušnicu za pokojnog kardinala te je zadužen za vođenje konzistorijskih zapisnika. U vrijeme ispražnjene papinske stolice, do završetka konklave i izbora novog pape, upravlja Apostolskom (Svetom) Stolicom.
Službu je ustanovio papa Eugen III. 1150., istovremeno kad je odredio da i ostijski biskup bude dekan Zbora.
Trenutni kamerlengo je kardinal Kevin Joseph Farrell, kojeg je imenovao papa Franjo 12. veljače 2019.